# Nossa Senhora da Graça de Póvoa e Meadas
Nossa Senhora da Graça de Póvoa e Meadas es una freguesia portuguesa del concelho de Castelo de Vide, con 73,62 km² de superficie y 696 habitantes (2001). Su densidad de población es de 9,5 hab/km².